# Округ Јунион (Орегон)
Округ Јунион (енгл. Union County) је округ у америчкој савезној држави Орегон.

## Демографија
По попису из 2010. године број становника је 25.748, што је 1.218 (5,0%) становника више него 2000. године.
| Група             | 2000.          | 2010.          |
| Белци             | 22.843 (93,1%) | 23.407 (90,9%) |
| Афроамериканци    | 124 (0,5%)     | 132 (0,5%)     |
| Азијати           | 209 (0,9%)     | 209 (0,8%)     |
| Хиспаноамериканци | 600 (2,4%)     | 1.002 (3,9%)   |
| Укупно            | 24.530         | 25.748         |